# Кабинетное
Кабине́тное — село в Чулымском районе Новосибирской области. Административный центр Кабинетного сельсовета.
Название и современный статус - с 1966 года. 

## Топоним
Название образовано от слова «кабинет» — так назывались алтайские земли, принадлежащие лично царю, «Кабинету Его Величества».

## География
Площадь села — 243 га.

## История
Железнодорожный разъезд Кабинетный основан в 1896 году.  Возле него находились сёла Фоменка и Филаткино, появившиеся на Московском тракте во время строительства Транссибирской магистрали  и слившиеся в  1896-1898 годах. 
По данным на 1928 году разъезд состоял из 8 хозяйства. В административном отношении входил в состав Хоменкисского сельсовета Чулымского района Новосибирского округа Сибирского края.
В 1966 году посёлки Кабинетный, Фоменский, Филаткино и Центральная усадьба фермы № 1 объединённые в село Кабинетное.

## Население
| 2002 | 2007  | 2010  |
| ---- | ----- | ----- |
| 1008 | ↗1040 | ↗1090 |

## Инфраструктура
В селе по данным на 2007 год функционируют 1 учреждение здравоохранения и 2 учреждения образования.